# ISO 3103
ISO 3103 je norma vydaná Mezinárodní organizací pro normalizaci (běžně označovaná jako ISO), která specifikuje standardizovanou metodu pro přípravu čaje. Norma byla původně ustanovena v roce 1980 jako BS 6008:1980 britskou normalizační institucí . 
 Tento standard není určen k definování správné metody vaření čaje, ale spíše k tomu, aby dokumentoval postup vaření čaje, tudíž mohou být provedena srovnání. Příkladem takového srovnání by byl chuťový test, který by určil, která směs čajů by měla být vybrána pro konkrétní značku, aby byl vytvořen shodný nápoj. 
Upravený standard označený jako ISO / NP 3103 je v současnosti ve fázi vývoje.
Práce byla vítězem parodické Ig Nobelovy ceny za literaturu v roce 1999.

## Podrobnosti

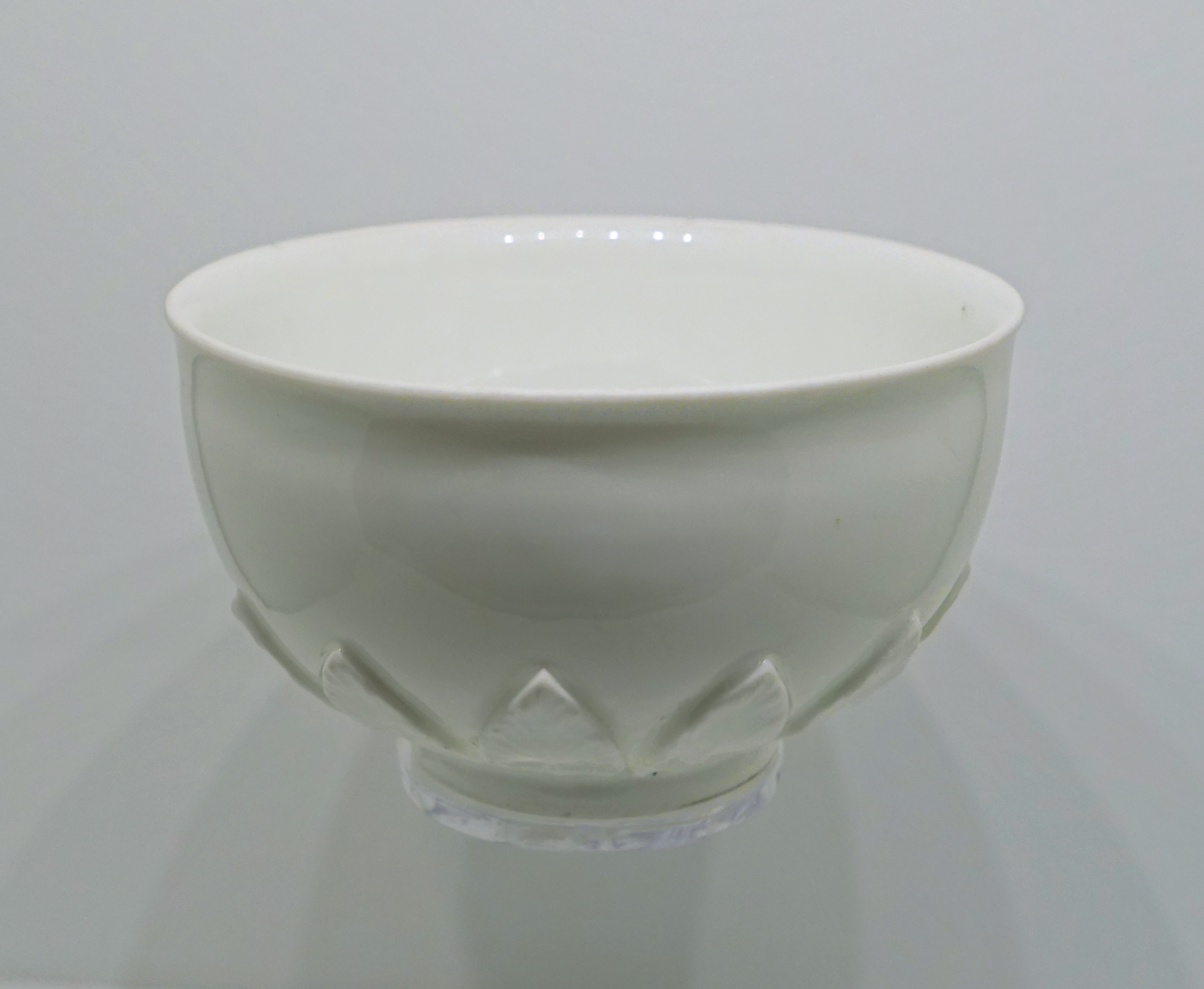
Bílá porcelánová čajová mísa

Pro zachování shodných výsledků je doporučeno následující: 
- Konvice by měla být z bílého porcelánu či glazované kameniny a měla by mít částečně zoubkovaný okraj. Měla by rovněž mít víko.
- Pokud je použita velká konvice, měla by pojmout maximálně 310 ml (± 8 ml) a musí vážit 200 gramů (± 10 g).
- Pokud je použita malá konvice, měla by pojmout maximálně 150 ml (± 4 ml) a musí vážit 118 gramů (± 10 g).
- Do konvice se vloží 2 gramy čaje (± 2%) na 100 ml vroucí vody.
- Vroucí voda se nalije do konvice v rozmezí 4 až 6 mm od okraje. Necháme 20 sekund vychladnout.
- Doba vaření je šest minut.
- Uvařený čaj se poté nalije do čajové mísy z bílého porcelánu či glazované kameniny.
- Pokud je použita velká čajová mísa, musí mít kapacitu 380 ml a váží se 200 g (± 20 g).
- Pokud je použita malá čajová mísa, musí mít kapacitu 200 ml a váží se 105 g (± 20 g).
- Pokud příprava čaje zahrnuje mléko, přidává se před dolitím připraveného čaje, pokud to není v rozporu s místními běžnými zvyklostmi.
- Pokud je mléko přidáváno po nalití čaje, je doporučeno ho přidat, když je teplota kapaliny v rozmezí 65 a 80 °C.
- Do velké čajové mísy se přidává 5 ml mléka, do malé 2,5 ml.

## Kritika
Protokol byl kritizován za vynechání jakékoli zmínky o předehřátí hrnce. Irsko bylo jedinou zemí, která vznesla námitky.

## Podobné normy
V roce 2003 vydala Královská chemická společnost tiskovou zprávu nazvanou "Jak udělat dokonalý šálek čaje". 